# Yūsefī
Yūsefī (persiska: یوسفی) är en ort i Iran.   Den ligger i provinsen Khuzestan, i den centrala delen av landet, 600 km söder om huvudstaden Teheran. Yūsefī ligger 426 meter över havet och antalet invånare är 205.
Terrängen runt Yūsefī är varierad. Runt Yūsefī är det ganska tätbefolkat, med 62 invånare per kvadratkilometer. Närmaste större samhälle är Līkak, 15,7 km nordväst om Yūsefī. Omgivningarna runt Yūsefī är i huvudsak ett öppet busklandskap.